# ダコミチニブ
ダコミチニブ （ PF-00299804 ）は、非小細胞肺癌 (non-small cell lung cancer; NSCLC) の治療薬。ファイザー社がビジンプロとして、製造販売する。EGFR (HER 1) およびHER 2、HER 4の選択的かつ不可逆的な阻害剤である。
ダコミチニブはいくつかの第III相臨床試験を終えた。最初の試験の2014年1月の結果は期待外れであり、試験の目的を達成できなかった。 追加の第III相試験が行われた。
2017年に、NSCLC（突然変異EGFRによる）についてダコミチニブとゲフィチニブを比較した試験結果が発表された。
2018年8月、ファイザーは、米国FDAおよび欧州医薬品庁に医薬品申請を提出した。
2019年1月、日本でも「EGFR遺伝子変異陽性の手術不能又は再発非小細胞肺癌」について製造販売を承認された。

## 効能・効果
EGFR遺伝子変異陽性の手術不能または再発非小細胞肺癌